# Rosaleda de Aizumi
La Rosaleda de Aizumi (en japonés: 藍住町バラ園 Aizumi bara-kōen) es una rosaleda y jardín botánico de 1,650 m² de extensión, en Aizumi, en la prefectura de Tokushima, Japón.

## Localización
Se ubica junto al "Shoboji Templo del río" en el río Yoshino, en el distrito de Itano.
Aizumi bara-kōen Yagami JiHara 263-88 Aizumi-shi, Itano-gun, Tokushima-ken 771-1251, Shikoku-jima Japón.
Planos y vistas satelitales.34°8′0″N 134°30′0″E / 34.13333, 134.50000
El jardín es visitable por el público en general, de 9:00 a 16:30, se cierra los lunes.

## Historia
Se inaugura la rosaleda de Aizumi en mayo de 1979, en el año 54 de la Era Showa.

## Colecciones
Alberga 270 especies de rosas, con unas 1000 pies. Hay rosas trepadoras, rosas en arbusto, rosas miniaturas, con una gan variedad de cultivares y de colores.
De la rosa 'Royal Jubilee' hay varias nuevas variedades.
En mayo y octubre de cada año se celebra un "Festival de la rosa".